# Blood of Seklusion
Blood of Seklusion ist eine italienische Death-Metal-Band aus Modena, die 2007 gegründet wurde.

## Geschichte
Die Band wurde im Januar 2007 gegründet. Anfang 2010 folgte unter dem Namen Flogging Deathstorm of Pain ein erstes Demo, das aus fünf Liedern besteht. Im April 2012 schloss sich bei Butchered Records und Sevared Records das Debütalbum Caustic Deathpath to Hell an. Nach Auftritten zusammen mit Hail of Bullets, Anaal Nathrakh, Cattle Decapitation und Interment begannen die Aufnahmen zum zweiten Album Servants of Chaos, das von Brad Boatright von Audiosiege gemastert wurde. Das Album erschien im August 2017 bei FDA Records. Im selben Jahr war die Gruppe unter anderem auf dem Party.San zu sehen.

## Stil
Sebastian Schilling vom Rock Hard schrieb, dass die Band Death Metal mit „schwedischen Sound mit englischen Vibes“ spielt. Im Interview mit ihm gab Alberto Dettori an, dass die Band nie das gespielt hatte, was man als schwedischen Death Metal bezeichnet. Zwar zähle man auch Bands dieses Landes zu den Einflüssen, wie etwa Dismember oder Entombed, jedoch seien die englischen Einflüsse wie Benediction, Napalm Death und Bolt Thrower gewichtiger. Weiterhin zähle man Gorefest, Autopsy und Abscess sowie Hardcore Punk und Grindcore zu den Wurzeln. Für Servants of Chaos habe man sich bewusst für einen schwedischen Sound entschieden, da er „heavy und aggressiv“ sei. Ihr Gitarrensound sei durch Nails beeinflusst worden, da dieser dazu geeignet sei, die „Vision von Death Metal zum Leben zu erwecken, die näher an Utopia Banished ist als an Left Hand Path“. Eine Ausgabe zuvor hatte Patrick Schmidt Servants of Chaos rezensiert. Hierauf sei Death Metal mit aggressiven Riffs im Stil von Entombed und Dismember enthalten. Vor allem unter dem Aspekt der Geschwindigkeit seien die Songs variabel. Zudem fühlte sich Schmidt von dem aggressiven gutturalen Gesang und durch „wohldosiert eingestreute, oftmals kreischende Soli“ beeindruckt. Blood of Seklusion ähnele somit insgesamt Sentient Horror und Fatalist. Thomas Strater vom Metal Hammer rezensierte das Album ebenfalls und zog ebenfalls einen Vergleich zu Dismember. Dies äußere sich vor allem durch „durchgetretene[n] Boss-Pedale“ sowie eine „bunte Mischung aus Uffta, Blasts, Groove, Melodien und bösartigen Growls“. Die Musik sei nicht innovativ, wobei der Bass und die Bassdrum etwas zu präsent sei.

## Diskografie
- 2010: Flogging Deathstorm of Pain (Demo, Eigenveröffentlichung)
- 2010: Illuminatetree (Split mit Tools of Torture, Macabre Demise und Purulent Phlegm, Deathmutt Records)
- 2012: Caustic Deathpath to Hell (Album, Butchered Records / Sevared Records)
- 2017: Servants of Chaos (Album, FDA Records)